# Prix Sarah-Siddons
Le prix Sarah-Siddons (en anglais Sarah Siddons Award ou Sarah Siddons Acting Award) est une récompense de théâtre américaine, d'abord fictive puis réelle, créée en 1952 par les dirigeants du Chicago Theatre et décernée chaque année par la Sarah Siddons Society. Le prix porte le nom de Sarah Siddons, comédienne britannique du XVIIIe siècle.

## Historique
À l'origine, il s'agit d'une récompense fictive, inventée par Joseph L. Mankiewicz pour son film Ève (All about Eve), sorti en 1950. Dans la première séquence du film, Eve Harrington, incarnée par Anne Baxter, y reçoit ce prix qui est présenté comme la plus prestigieuse distinction théâtrale.
Un groupe d'amateurs de théâtre de Chicago, qui comprend notamment la comédienne Edith Luckett Davis (en), décide en 1952 de créer une véritable Sarah Siddons Society pour rendre cette récompense réelle, en reproduisant également la statuette du film à l'effigie de la comédienne Sarah Siddons. Helen Hayes est la première à recevoir cette récompense en 1952, pour sa performance dans Mrs McThing,.
Le prix Sarah-Siddons a d'abord récompensé seulement des femmes, le premier homme à recevoir le prix étant Brian Dennehy en 1999.
Six comédiennes ont été récompensées à deux reprises : Nancy Kelly, Helen Hayes, Angela Lansbury, Lauren Bacall, Sada Thompson et Lynn Redgrave .

## Palmarès
- 1953 : Helen Hayes
- 1954 : Beatrice Lillie
- 1955 : Deborah Kerr
- 1956 : Nancy Kelly
- 1957 : Shirley Booth
- 1958 : Anne Rogers
- 1959 : Ruth Roman
- 1960 : Geraldine Page
- 1961 : Gertrude Berg
- 1962 : Florence Henderson
- 1963 : Julia Meade
- 1964 : Nancy Kelly (2e récompense)
- 1965 : Myrna Loy
- 1966 : Carol Channing
- 1967 : Eve Arden
- 1968 : Celeste Holm
- 1969 : Helen Hayes (2e récompense)
- 1970 : Barbara Rush
- 1971 : Irene Dailey
- 1972 : Lauren Bacall
- 1973 : Bette Davis (prix spécial) et Sada Thompson
- 1974 : Colleen Dewhurst
- 1975 : Angela Lansbury
- 1976 : Julie Harris
- 1977 : Lynn Redgrave
- 1978 : Cloris Leachman
- 1979 : Jessica Tandy
- 1980 : Claudette Colbert
- 1981 : Angela Lansbury (2e récompense)
- 1982 : Dorothy Loudon
- 1983 : Ann Miller
- 1984 : Lauren Bacall (2e récompense)
- 1985 : Rita Moreno
- 1986 : Lucie Arnaz
- 1987 : Liza Minnelli
- 1988 : Sada Thompson (2e récompense)
- 1989 : Lily Tomlin
- 1990 : Ellen Burstyn
- 1991 : Loretta Swit
- 1992 : Hollis Resnik (en)
- 1993 : Stefanie Powers
- 1994 : Bernadette Peters
- 1995 : Lynn Redgrave (2e récompense)
- 1996 : Julie Andrews
- 1997 : Faye Dunaway
- 1999 : Brian Dennehy
- 2000 : Heather Headley
- 2002 : Chita Rivera
- 2004 : Elaine Stritch
- 2006 : John Mahoney
- 2008 : Kathleen Turner
- 2009 : William Petersen
- 2010 : Patti LuPone
- 2011 : John O'Hurley
- 2012 : Barbara Cook
- 2013 : Audra McDonald
- 2014 : Bebe Neuwirth
- 2015 : Jessie Mueller (en)
- 2016 : Sutton Foster et Brian d'Arcy James
- 2017 : Kate Shindle (en) et Kate Baldwin (en)
- 2018 : Betty Buckley
- 2019 : Tracy Letts
- 2020 : Brian Stokes Mitchell
- 2021 : André De Shields (en)
- 2022 : Sandy Duncan